# Комбретум индийский
Комбретум индийский, или  Квисквалис индийский (лат. Combretum indicum) — вид растений из рода Комбретум (Combretum) семейства Комбретовые (Combretaceae).

## Ботаническое описание
Комбретум индийский — вечнозелёная лиана, достигает 6 м в длину.
Листья овальные с заострённым концом, длиной 7-15 см.
Цветки пятилепестковые трубчатые, белые, по мере старения меняют окраску на красный цвет, обладают сильным ароматом.

## Распространение и экология
Произрастает в Африке (Танзания, Заир, Бенин, Берег Слоновой Кости, Гана, Мали, Нигерия, Сьерра-Леоне, Того, Ангола), Юго-Восточной Азии (Китай — Фуцзянь, Сычуань; Тайвань, Камбоджа, Лаос, Бирма, Таиланд, Вьетнам, Малайзия), на Индостане (Индия, Непал, Шри-Ланка), на Филиппинах и в Папуа — Новой Гвинее.
Интродуцирован и широко распространён в тропических странах в культуре.

## Применение
Растение используется в народной медицине. Листья могут быть использованы для облегчения боли, вызванной лихорадкой. Корни используются при лечении ревматизма.

## Синонимы
- Kleinia quadricolor Crantz (1766)
- Mekistus sinensis Lour. ex Gomes Mach. (1868)
- Quisqualis ebracteata P.Beauv. (1806)
- Quisqualis glabra Burm.f. (1768)
- Quisqualis grandiflora Miq. (1861)
- Quisqualis indica L. (1762)basionym — Квисквалис индийский
- Quisqualis longiflora C.Presl (1851)
- Quisqualis loureiroi G.Don (1832)
- Quisqualis madagascariensis Bojer (1837), nom. nud.
- Quisqualis obovata Schumach. & Thonn. (1827)
- Quisqualis pubescens Burm.f. (1768)
- Quisqualis sinensis Lindl. (1844)
- Quisqualis spinosa Blanco (1845)
- Quisqualis villosa Roxb. (1832)